# Правительство Польши в изгнании
Прави́тельство По́льши в изгна́нии (пол. Rząd RP na uchodźstwie) — правительство Республики Польша, действовавшее после бегства из Польши в ночь с 17 на 18 сентября 1939 года, её верховного руководства во время немецкой оккупации. Во время войны  правительство Польши в изгнании руководило Польским подпольным государством, формированиями польских вооружённых сил на Западе и польским подпольем в самой Польше (Союз вооружённой борьбы — Армия Крайова, DSZ). Местопребыванием правительства были последовательно Париж, Анже и Лондон ( поэтому его принято называть лондонским правительством) ,. Хотя и немногими признанное и никогда не имеющее реальной власти в Польше, после Второй мировой войны оно продолжало существовать до последних дней коммунистического правления в Польше. Правительство завершило свою деятельность после избрания Леха Валенсы и принятия им присяги в качестве президента Польши и передачи ему президентских регалий от президента Рышарда Качоровского.

## История

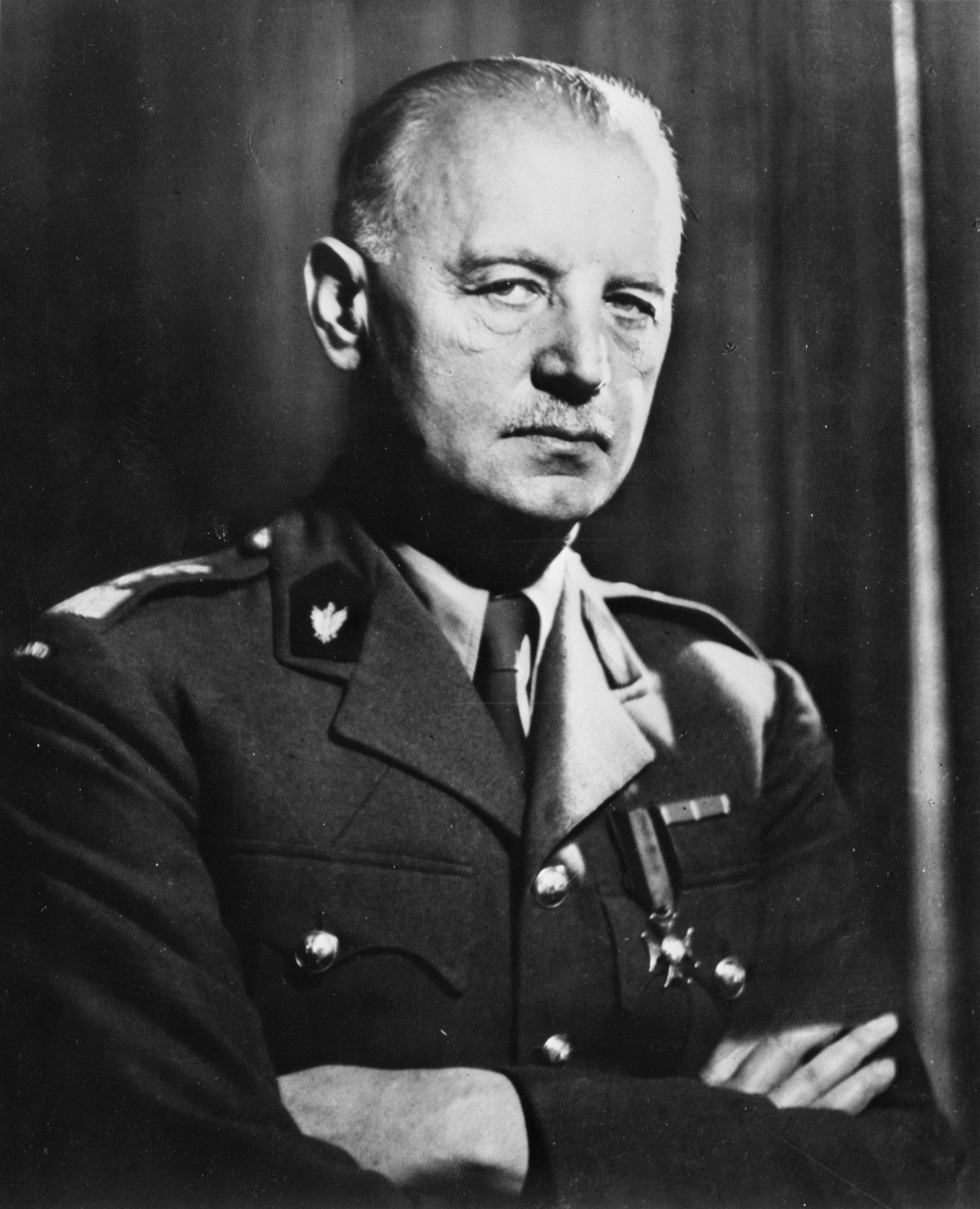
Генерал Владислав Сикорский — премьер-министр Польского правительства в изгнании

### Французский этап (сентябрь 1939 — июнь 1940 года)
В результате вторжения немцев 1 сентября 1939 года в Польшу санационные власти Республики были вынуждены бежать за пределы страны во избежание плена и вынужденной капитуляции. 3 сентября в ответ на нападение Германии на Польшу Великобритания и Франция, в соответствии с франко-польским и британо-польским договорами о взаимопомощи, объявили войну Германии, однако французская и британская армии масштабных боевых действий вести не стала («Странная война»). В ночь с 17 на 18 сентября Президент и Верховный Главнокомандующий перешли польско-румынскую границу в Кутах, намереваясь в соответствии с V-й Гаагской конвенцией и союзным договором между Польшей и Румынией от 1921 года переправиться во Францию (фр. droite de passage). После того, как 18 сентября 1939 г. действующее правительство Польши перебралось в Румынию, неожиданно оказалось, что румыны и французы не желают выпускать во Францию польских лидеров «Санации». Находясь под давлением Третьего рейха, Франции и СССР, власти Румынии под угрозой интернирования потребовали от руководства Польши отказаться от государственного суверенитета. Получив от Президента, Премьера и Верховного Главнокомандующего отказ, Румыния поместила их в подготовленные ещё в первой половине сентября 1939 года центры интернирования.
В создавшейся ситуации было необходимо создать руководство Польши из числа перебравшихся во Францию польских политиков. 25 сентября президент Польши Игнаций Мосцицкий в соответствии с 13-й статьей апрельской конституции назначил своим преемником Болеслава Венява-Длугошовского, посла Польши в Италии, но его кандидатура была отвергнута Францией.
Протесты оппозиции и вето французских властей, являвшееся по сути вмешательством в суверенитет союзника, вынудили Веняву-Длугошовского отказаться от назначенного поста, и должность президента была предложена находившемуся в это время в Париже Владиславу Рачкевичу, который незамедлительно принял присягу в посольстве Польши. Выяснилось, что французы ставят свое согласие на функционирование польского правительства во Франции в зависимость от его состава. Позднее в Париже под покровительством Франции было сформировано новое руководство, получившее название «Правительство Польши в изгнании». Смена власти происходила под контролем французских дипломатов. После оживлённых дискуссий Рачкевич назначил премьер-министром генерала Владислава Сикорского, который создал коалиционный кабинет. В его состав вошли представители Национальной партии (пол. Stronnictwo Narodowe (SN)), Партии труда (пол. Stronnictwo Pracy (SP)), Народной партии (пол. Stronnictwo Ludowe (SL)), Польской социалистической партии (пол. Polska Partia Socjalistyczna (PPS)) и санационные политики:
- Владислав Сикорский — премьер-министр, министр военных дел, министр внутренних дел, глава Польских Вооружённых Сил;
- Август Залесский — министр иностранных дел;
- Станислав Стронский — министр информации;
- Адам Коц — министр финансов.

Вскоре этот первоначальный состав пополнился следующими лицами:
- генерал Юзеф Галлер — министр без портфеля;
- Александер Ладос — министр без портфеля ;
- Ян Станчик — министр социального обеспечения;
- Марьян Сейда — министр юстиции;
- Хенрик Страсбургер — сменил Адама Коца в должности министра финансов.

В октябре в Париж приехал генерал Казимеж Соснковский и президент Рачкевич назначил его своим преемником на случай, если он сам не сможет выполнять свои обязанности до конца войны. Генерал Соснковский вошёл в правительство как министр без портфеля. 9 декабря, после отказа Ладоса от участия в правительстве, ведомство внутренних дел принял Станислав Кот, близкий друг генерала Сикорского. 2 октября 1939 года президент издал декрет о роспуске сейма и сената. 7 ноября Сикорский вступил в должность Верховного Главнокомандующего и Генерального Инспектора Вооружённых Сил.
В ноябре резиденцию правительства перевели в город Анже. 13 ноября сформирован Комитет Министров по делам Отечества, который намеревался контролировать движение сопротивления на родине.
9 декабря 1939 года создан Национальный Совет Республики Польша — совещательный орган правительства и президента с функциями парламента. В его состав входило 12—24 члена, представляющих партии, поддерживающие правительство. Во главе Совета стал Игнаций Падеревский, а вице-председателями стали: Тадеуш Белецкий (Национальная партия), Станислав Миколайчик (Крестьянская партия) и Херман Лиеберман (Польская социалистическая партия). 18 декабря правительство опубликовало декларацию («Анжерская декларация»), которая формулировала главные цели эмиграционного правительства. Декларация квалифицировала гитлеровскую Германию как главного врага Польши, провозгласила, что будет вести борьбу за освобождение Польши на стороне антигитлеровской коалиции и объявила о создании польской армии на Западе, декларация также содержала положения по вопросу границ послевоенной Польши, о руководстве освободительным подпольем на родине и призыв к консолидации. 10 октября 1939 года была создана специальная комиссия по вопросу исследования причин сентябрьского разгрома, во главе которой стал генерал Юзеф Халлер. Вначале 1940 года состав комиссии обновили, но, несмотря на это, её деятельность не принесла ожидаемых результатов. Премьер-министр правительства в изгнании, пообещал отправить Польскую отдельную горную бригаду на помощь финнам. 1 марта 1940 года премьер-министр генерал Сикорский публично объявил, что Польша находится в состоянии войны с СССР. .
Одной из главных задач эмиграционного правительства было строительство вооружённых польских сил на Западе. Был подписан ряд договоров с британцами и французами, планировалось даже создание 100-тысячной польской армии во Франции. Наконец, 4 января 1940 года был подписан польско-французский военный договор и военно-воздушное соглашение. Хотя эти планы не удалось до конца реализовать, но все же во Франции уже весной 1940 года возникли 1-я гренадерская дивизия (пол. 1. Dywizja Grenadierów) (под командованием бригадного генерала Бронислава Дуча), 2-я пехотная стрелковая дивизия (пол. 2. Dywizja Strzelców Pieszych) (под командованием бригадного генерала Бронислава Пругар-Кетлинга), отдельная подгалянская стрелковая бригада (пол. Samodzielna Brygada Strzelców Podhalańskich) (под командованием бригадного генерала Зигмунта Бохуша-Шишки), Польские военно-воздушные силы (сформирован один варшавский сводный дивизион 1/145). Организованы также 3-я и 4-я пехотные дивизии, а также 10-я бронетанковая кавалерийская бригада (пол. 10. Brygada Kawalerii Pancernej) (под командованием бригадного генерала Станислава Мачка). По инициативе правительства польского была сформирована также карпатская стрелковая бригада (пол. Brygada Strzelców Karpackich) генерала Станислава Копанского в Сирии.

### Лондонский этап (с июня 1940 года)
Весной 1940 года немецкие войска начали наступление на западном фронте. Вскоре они заняли Данию, Норвегию, Бельгию, Голландию и, в конце концов, 22 июня 1940 года Франция также подписала акт о капитуляции. Ввиду существовавшей обстановки положение польского правительства претерпело серьёзные изменения. 17 июня состоялось совещание польского правительства, которое решило воспользоваться приглашением премьер-министра Великобритании Черчилля и перенести своё местопребывание в Лондон. Польские власти эвакуировались, а 19 июня премьер-министр Сикорский обратился по радио к солдатам с призывом прибыть в Великобританию. Но в Англию сумела перебраться лишь менее трети Польских Вооружённых Сил.
Наконец, деятелями санации решено было предпринять генеральное наступление против самого премьера и Верховного Главнокомандующего: в июле 1940 года президент Рачкевич под нажимом санационных кругов дал премьеру Сикорскому отставку, выдвинув на этот пост министра Августа Залесского. Одновременно такую же деятельность, направленную против Сикорского как Верховного Главнокомандующего, вели в армии генералы Бурхард-Букацкий и Домб-Бернацкий. Бурхард-Букацкий решительно, но без шума выступил против Сикорского, а Домб-Бернацкий открыто агитировал против Верховного Главнокомандующего, стремясь вызвать в лагерях бунт.
В то время как в армии ситуация представлялась ещё неопределённой, министр Аугуст Залеский, не теряя времени, приступил к формированию нового правительства. Тогда Бурхард-Букацкий, из-за нерешительности Соснковского, сам стал готовиться к принятию поста Верховного Главнокомандующего.
Поскольку споры и переговоры затягивались вследствие недостатка решимости как у одних, так и у других, исход событий, предрешила энергичность Сикорского.
Несколько офицеров из ближайшего окружения Сикорского (начальник штаба Верховного Главнокомандующего полковник Климецкий, подполковник Крупский и ещё некоторые) пошли к министру Залесскому и принудили его отказаться от миссии формирования кабинета. Залесский вынужден был заявить, что он не берется за образование нового правительства. Одновременно и президенту Рачкевичу пришлось отменить решение об отставке Сикорского и официально подтвердить сохранение за ним поста премьера. Домб-Бернацкий был разжалован и приговорен к двухлетнему заключению.
5 августа 1940 года был подписан польско-британский военный договор. Сформированы среди прочего I-й польский корпус (пол. I Korpus Polski), переименованный в 1942 году в I-й мото-бронетанковый корпус (пол. I Korpus Pancerno-Motorowy) (под командованием генерала дивизии Мариана Кукеля), отдельная парашютная бригада (пол. Samodzielna Brygada Spadochronowa) (генерала Сосабовского) и 1-я бронетанковая дивизия (пол. 1. Dywizja Pancerna) (генерал Мачек).
Во второй половине 1940 года одним из дел, которое в наибольшей степени поглощало внимание польского правительства, было ведение переговоров с чехословацким правительством в эмиграции. В результате 11 ноября 1940 года была подписана польско-чехословацкая декларация о создании после войны федерации государств Центральной Европы (открытой и для иных государств). Однако в ходе событий последующих лет осуществление этого плана было прекращено.
Эмигрантское правительство с начала своей деятельности принимало активное участие в создании Польского Подпольного Государства. 27 сентября 1939 года по инициативе генерала Михала Карашевича-Токажевского возникла «Служба за победу Польши» (пол. Służba Zwycięstwu Polski (SZP)), военно-политическая организация. Доклад об этом был направлен Верховному Главнокомандующему. Сикорский, однако, опасаясь слишком большого влияния санационных офицеров на развитие ситуации на родине, распустил SZP и создал вместо неё Союз вооружённой борьбы (ZWZ). Во главе его стал Казимеж Соснковский, которому подчинялись: «командир области немецкой оккупации» Стефан Ровецкий и «командир области советской оккупации» генерал Карашевич-Токажевский. Целью ZWZ была приготовиться к вступлению в бой в тот момент, когда немцы надорвутся, обучение офицеров, заготовка оружия. 14 февраля 1942 года ZWZ была переименована в Армию крайову, комендантом которой стал генерал Стефан Ровецкий (псевдоним Грот). Армия крайова действовала до 19 января 1945 года, когда она была распущена генералом Леопольдом Окулицким.
На исходе 1940 года по инициативе правительства была создана Делегатура Правительства на Родине, как представительство правительства в оккупированном отечестве. Делегатом стал Цырыль Ратайский (до сентября 1942 года), после него эту должность принял Ян Пекалкевич (до 1943), а после ареста последнего — Ян Станислав Янковский (до 1945). Последним делегатом (руководителем aнтикоммунистическогo подполья до ареста 28 июня 1945) был Стефан Корбонский.
22 июня 1941 года гитлеровские войска напали на СССР. Союзники тотчас предложили Советскому Союзу помощь и выразили готовность к сотрудничеству. Через посредничество английского правительства были начаты также польско-советские переговоры и в результате было подписано специальное соглашение. Договор этот, называемый договором Сикорского-Майского (от фамилий его подписавших), был подписан 30 июля 1941 года и постановлял, что.

1. Правительство СССР признает советско-германские договоры 1939 года касательно территориальных перемен в Польше утратившими силу. Польское правительство заявляет, что Польша не связана никаким соглашением с какой-либо третьей стороной, направленным против Советского Союза.
2. Дипломатические сношения будут восстановлены между обоими Правительствами по подписании настоящего Соглашения и будет произведен немедленный обмен послами.
3. Оба правительства взаимно обязуются оказывать друг другу всякого рода помощь и поддержку в настоящей войне против гитлеровской Германии.
4. Правительство СССР выражает своё согласие на создание на территории СССР польской армии под командованием, назначенным Польским Правительством с согласия Советского правительства. Польская армия на территории СССР будет действовать в оперативном отношении под руководством Верховного командования СССР, в составе которого будет состоять представитель польской армии. Все детали относительно организации командования и применения этой силы будут разрешены последующим соглашением.
5. Настоящее соглашение вступает в силу немедленно с момента его подписания и ратификации не подлежит. Настоящее соглашение составлено в 2-х экземплярах, каждый из них на польском и русском языках, причем оба текста имеют одинаковую силу.

К соглашению приложен Протокол следующего содержания:
Советское Правительство предоставляет амнистию всем польским гражданам, содержащимся ныне в заключении на советской территории в качестве ли военнопленных или на других достаточных основаниях, со времени восстановления дипломатических сношений.

Дипломатические отношения между СССР и польским правительством стали осуществляться с этого же времени через Посольство СССР при Союзных правительствах в Лондоне.
Дипломатические усилия польского правительства в Лондоне получить международные гарантии возвращения западно-украинских и западно-белорусских земель, включенных в состав СССР осенью 1939 г., потерпели поражение. Факт подписания договора вызвал серьёзный кризис в правительстве и связанным с ним подпольем на родине. 27 июля министр иностранных дел Аугуст Залеский подал в отставку. То же самое сделал Сейда и Соснковский. Новым министром иностранных дел с 3 сентября стал Эдвард Рачинский, министром внутренних дел — Станислав Миколайчик, министром юстиции — Херман Либерман. Был распущен также Национальный Совет, а его новый состав был созван лишь 3 февраля 1942 года (председателем стал Станислав Грабский).
12 августа 1941 года Верховный Совет СССР издал декрет об амнистии для поляков, находящихся в тюрьмах в СССР.
14 августа был подписан военный польско-советский договор, на основе которого намеревались сформировать из освобождённых заключённых польскую армию (организационно и персонально подчиняющуюся полякам, а тактически — советским властям) для того, чтобы ввести её в бой против Германии на стороне советской армии. В сентябре на должность командующего армии был назначен генерал Владислав Андерс. 30 ноября в СССР прибыл генерал Сикорский. 3—4 декабря 1941 года он провёл серию бесед со Сталиным, которые увенчались подписанием Декларации правительства Советского Союза и правительства Польской Республики о дружбе и взаимной помощи. Пункт 2 декларации гласил: «Осуществляя договор, заключённый 30 июля 1941 г., оба правительства окажут друг другу во время войны полную военную помощь, а войска Польской Республики, расположенные на территории Советского Союза, будут вести войну с немецкими разбойниками рука об руку с советскими войсками». Также в Москве была достигнута договоренность об увеличении польской армии до 96 тыс. человек.
После того как польская сторона неоднократно ставила вопрос об эвакуации личного состава польской армии, 18 марта 1942 года Советское правительство выразило согласие на её эвакуацию в Иран. Официально (перед Сталиным) выдвигались утверждения, что поляков следует перевести в Иран из-за более тёплого климата и лучших возможностей для снабжения (англичанами); Андерс утверждал, что после того, как армия будет сформирована и обучена, она вернется в СССР — Сталин этому, разумеется, не верил. Эвакуация армии Андерса в Иран проходила весной — летом 1942 года и была завершена к 1 сентября. Правительство СССР оценило отказ польского правительства направить сформированные в СССР воинские части армии Андерса на советско-германский фронт и эвакуацию армии Андерса в Иран, в условиях сложной обстановки на фронте, как отказ польской стороны от исполнения заключённых с СССР межгосударственных соглашений. При этом правительство СССР не стало противодействовать выводу польской армии с территории СССР. Польское правительство в Лондоне настаивало на дальнейшем призыве в польскую армию 49 тыс. человек и вывозе рекрутов на Ближний Восток, что вызвало протест советских властей. Сикорский призывал Черчилля и Рузвельта оказать давление на СССР. Выдвигалось предложение, чтобы они предприняли обращения к Москве в пользу постулатов польского правительства о границе и гражданстве и даже пригрозили в случае отказа прекращением поставок по ленд-лизу в СССР. Такие заявления, по мнению В. Сикорского, значительно бы усилили его позицию на переговорах с СССР. Правительство Сикорского считало себя самым важным союзником Англии. Правительство в изгнании сильно переоценило свое влияние и возможности. Пожелания польского премьера были отклонены. Как заметил американский госсекретарь Корделл Халл: «Ни президент, ни я ни на минуту не соглашались на такие предложения. Соединённые Штаты, Великобритания и Россия находились в одной лодке, которая закачалась бы и могла затонуть в результате разлада государств, вместе боровшихся против общего врага. Наши поставки по ленд-лизу России помогали для перелома и уничтожения сил неприятеля на Восточном фронте, которые в противном случае стали бы против нас на Западном фронте».
В отличие от Великобритании, американское правительство ловко избегало давления лондонского правительства, стремившегося добиться от США установления определенных обязательств. Цель  геополитического проекта  правительства в изгнании состояла в том, чтобы, став лидером  государств восточноевропейского региона, превратить Польшу в важный геополитический фактор для западных союзников, обрести ключевую роль в Восточной Европе для противостояния Советскому Союзу. Сикорский  представил в течение 1940-1942 гг. четыре меморандума послевоенного устройства Восточной Европы. Документы показывают, что начиная с 1942 г. чехословацкое правительство с согласия президента Э. Бенеша предоставляло Москве всю поступавшую от правительства В. Сикорского документацию о польских планах создания конфедераций в регионе. Ошибочно преувеличивая возможности США и Великобритании, Сикорский в то же время не заметил масштаба нарастающей силы СССР. 25 февраля 1943 г.  правительство опубликовало заявление, в котором однозначно заявило о намерении сохранить границы 1921 года. Обнаружение и обнародование немцами Катынского захоронения привело к полному разрыву Сикорского с Москвой. В апреле 1943 года эти отношения были формально разорваны правительством СССР, после того как Сикорский потребовал расследования Катынского расстрела польских военных. 25 апреля СССР разорвал отношения с польским правительством, обвинив его в участии в пропагандистской кампании гитлеровцев. Командование Армии Крайовой  разработало план действий «Барьер», предполагавший проведение крупномасштабных диверсий на железных дорогах с целью задержания немецкого фронта на востоке, чтобы облегчить высадку союзников и одновременно затруднения наступления Красной Армии. По поводу советско-польской границы 28 ноября 1942 г. Сикорский писал руководителю АК в оккупированной Польше генералу Ровецкому: « все будет зависеть от соотношения сил в решающий момент. Я предполагаю, что это соотношение будет в решающей фазе войны в пользу Польши. Я не согласился обсуждать вопрос о границах в декабре 1941 г., когда Сталин предлагал мне обсудить небольшое изменение границ и тесные союзнические отношения. Возможно, польское правительство вместе с британским и американским смогут склонить Советское правительство к признанию наших прав на Востоке и поддержке требований на Западе». Расчёт не оправдался. Правительство Великобритании в годы войны неоднократно давало понять «польскому Лондону», что оно не разделяет его претензий на «восточные кресы». После гибели Сикорского в июле 1943 года премьер-министром правительства Польши в изгнании при поддержке Черчилля стал Миколайчик. После смерти Сикорского функции премьера и Верховного Главнокомандующего были разделены, президент назначил на  пост Верховного Главнокомандующего генерала Казимежа Соснковского. Соснковский был яростным противником  политики Миколайчика и любых уступок Советскому Союзу. В конце сентября 1943 года англо-американское командование официально уведомило правительство Миколайчика, что Красная Армия первой вступит на территорию Польши. Тем самым все предыдущие планы, основанные на крахе Германии в результате военных действий западных союзников, уже не отвечали реальности. Ошибочная концепция лондонского правительства допускала возможность если не военного, то геополитического поражения СССР во Второй мировой войне. Присланная 1 октября 1943 г. инструкция правительства для Армии Крайовой содержала в себе следующие инструкции на случай несанкционированного польским правительством вступления советских войск на территорию Польши в границах 1939 года: «Польское правительство направляет протест Объединённым нациям против нарушения польского суверенитета — вследствие вступления Советов на территорию Польши без согласования с польским правительством — одновременно заявляя, что страна с Советами взаимодействовать не будет. Правительство одновременно предостерегает, что в случае ареста представителей подпольного движения и каких-либо репрессий против польских граждан подпольные организации перейдут к самообороне». 14 октября 1943 года генерал Тадеуш Бур-Коморовский при рассмотрении вопроса о возможности польского восстания на оккупированной немцами территории заметил на заседании руководства политического подполья, подчинявшегося лондонскому правительству:

 «Мы не можем допустить до восстания в то время, когда Германия всё ещё держит Восточный фронт и защищает нас с той стороны. В данном случае ослабление Германии как раз не в наших интересах. Кроме того, я вижу угрозу в лице России… Чем дальше находится русская армия, тем лучше для нас. Из этого вытекает логическое заключение, что мы не можем вызвать восстание против Германии до тех пор, пока она держит русский фронт, а тем самым и русских вдали от нас. Кроме того, мы должны быть подготовлены к тому, чтобы оказать вооружённое сопротивление русским войскам, выступающим на территорию Польши».
В «Инструкции правительства для страны» от 27 октября 1943 г. и в приказе командующего АК от 20 ноября 1943 г. перед Армией Крайовой была поставлена задача по мере отступления немцев овладевать освобождёнными районами как в Западной Белоруссии, Западной Украине и Литве, так и в самой Польше, чтобы вступающие советские войска уже встречали там сформированный аппарат власти, поддержанный вооружёнными отрядами, подчинёнными эмигрантскому правительству. Инструкция рассматривала разные варианты развития ситуации. Первый вариант подразумевал организацию восстания в тесном взаимодействии с союзными войсками англичан и, возможно, американцев, и указывал цели восставших, подробно останавливаясь на обстоятельствах, которые могут сопровождать решение о начале восстания. Второй вариант рассматривал ситуацию, при которой западные союзники не дадут согласия на всеобщее восстание в Польше, а немецкий фронт будет прорван советскими войсками. В этом случае предписывалось проводить против немцев «усиленную саботажно-диверсионную акцию» политического и оборонительного характера.
В связи с возможностью прихода в Польшу советских войск до освобождения этих территорий поляками, эта инструкция предусматривала две возможности.
В случае восстановления дипломатических отношений с СССР надлежало вывести из подполья польские конспиративные власти и воссозданные части Войска Польского, которые до того момента, как власть получило бы новое польское правительство, оставались в конспирации.
В случае, если бы дипломатические отношения с СССР восстановлены не были, политические власти страны и вооружённые силы оставались бы на нелегальном положении вплоть до разрешения союзниками спорных вопросов. В случае репрессий и арестов необходимо было ограничить своё проявление необходимыми актами самообороны. Инструкция даже рассматривала вариант мирного договора между СССР и Германией, также предписывая в этом случае недопущение вооружённых действий кроме самообороны и продолжение конспиративной деятельности против Германии.
Проанализировав инструкции лондонского правительства, штаб АК утвердил на их основе новый план действий — план «усиленной диверсионной операции» под кодовым обозначением «Операция „Буря“» Основные положения нового плана содержались в приказе по АК командующего Армией Крайовой № 1300/111. Относительно взаимодействия с Красной Армией, в нём сказано:
«…Приказываю тем бойцам и командирам, которые примут участие в уничтожении отступающих немцев, открыто вступить в контакт с входящими на нашу территорию русскими. В этот момент их задачей станет свидетельствовать своим появлением существование Польской Республики. В этом пункте мой приказ не соответствует указаниям, изложенным в инструкции правительства. Однако я не считаю возможным создавать вакуум в виде отсутствия перед лицом русских военной силы, которая будет представлять Польшу и её легальные власти. В этом случае все наши операции были бы приписаны польским соединениям, служащим Советам. Мою точку зрения разделяет делегат правительства и местные органы политической власти».

В течение осени 1943 года были разработаны директивы плана «Буря», которые предписывали подпольным структурам Делегатуры правительства в эмиграции и АК при вступлении РККА на территорию Польши в границах 1939 года выходить из подполья и представляться командирами частей в качестве легальных польских властей. Он предусматривал, что в момент приближения фронта подразделения и структуры АК будут находиться в состоянии полной боевой готовности, примут названия довоенных частей Войска Польского (дивизий и полков, повторяя довоенную географическую структуру армии и номера её дивизий), усилят диверсионные акции, а прежде всего начнут открытую борьбу с отступающими немецкими подразделениями, пытаясь установить контакт на тактическом уровне с Красной Армией. В освобождённых городах легализуется и возьмёт власть в свои руки подпольная администрация (областные и окружные представительства), которая в качестве хозяина территории будет встречать советские войска. В соответствии с планом, на освобождённой от немцев территории должны были легализоваться гражданские власти подпольной делегатуры, которые заявят, что они не имеют ничего против того, чтобы Красная Армия вела борьбу с немцами на территории Польши, однако потребуют передачи им административных полномочий на всей освобождённой территории Второй Речи Посполитой. По замыслам стратегов Армии Крайовой, эти действия особо активно должны были проводиться на спорной территории между Бугом и Неманом. Таким образом, военные операции, в ограниченной форме проводимые против немцев, фактически должны были быть направлены на то, чтобы принудить советское руководство де-факто признать в стране власть эмиграционного правительства в Лондоне. Восстание должно было носить черты последовательной акции, а не однократного выступления на всей территории государства. Демонстрацией силы планировалось обеспечить легализацию «подпольного государства», проявить его полный суверенитет в границах на Востоке 1939 года и независимость от СССР. Это в первую очередь убеждение, что требования польского эмигрантского правительства и руководства Армии Крайовой устранили элементарную стратегическую динамику, такую как геостратегия. Этот план был обречён на провал с самого начала. Комитет начальников штабов США в августе 1943 года подготовил аналитический документ, в котором дал оценку роли СССР в войне. «Россия занимает во второй мировой войне доминирующее положение, — отмечалось в докладе, — и является решающим фактором в предстоящем поражении стран оси в Европе. В то время, как в Сицилии войскам Великобритании и Соединённых Штатов противостоят две немецкие дивизии, русский фронт приковывает примерно 200 немецких дивизий. Когда союзники откроют второй фронт на континенте, то он, безусловно, будет второстепенным по сравнению с русским фронтом, русский по-прежнему будет играть решающую роль». Далее сделан вывод, что:

«Без участия России в войне в Европе разгромить страны оси невозможно, и положение Объединённых наций окажется опасным» 
В конце сентября 1943 года в Вашингтоне от имени Объединенного комитета начальников штабов адмирал Уильям Леги официально заявил полковнику Миткевичу, что «советские войска будут первым союзником, который вступит на территорию Польши». Принципиально важной для Сталина являлась та часть сообщения резидента в  Лондоне , в которой, по сути дела, передавался долгосрочный политический замысел плана «Буря». С оговоркой, что не все члены правительства поддерживают курс на жёсткое противостояние СССР, резидент констатировал следующее: «Польское правительство и военные круги уверены, что Англия и США не согласятся на уменьшение территории Польши. Поэтому эти круги фактически готовятся к войне против СССР, рассчитывая на поддержку США и Англии». Рузвельт и Черчилль признали, что Польша станет зоной военно-оперативных действий Красной Армии. Это обстоятельство оказало прямое влияние на решения, принятые по польскому вопросу. Опубликованные документы говорят, что в условиях военного времени оба этих лидера признали за СССР право на пресечение враждебных действий подполья, либерум вето польских антикоммунистов в планы  «большой тройки» не входило. Что же касается получения довоенных границ Польши на востоке, то эта тема на переговорах руководителей трёх союзных держав даже не поднималась. Формирование антигитлеровской коалиции во главе с «Большой тройкой» — СССР, США и Великобритания, — которым принадлежало решающее слово в отношении «малых» союзников, План «четырёх полицейских» и победы Красной армии на советско-германском фронте предвещали переход Польши в сферу советского влияния. 1 октября 1943 года  Миколайчик  заявил, что, «в случае предоставления союзниками вооружения для АК и переброски по воздуху хотя бы небольших воинских контингентов, при отходе германской армии к польской границе АК смогла бы оказать сопротивление советскому вторжению, а присутствие частей союзников послужило бы политическим барьером, сдерживающим вторжение».. В октябре 1943 года, перед Третьей Московской конференцией, отвечая на вопрос англичан о своей позиции относительно будущих границ Польши, Миколайчик не назвал никакого конкретного плана, считая, что он вообще не может обсуждать пересмотр границ. При обсуждении польского вопроса представители США и Англии пытались склонить Советский Союз к восстановлению дипломатических отношений с правительством Польши в изгнании. Советская сторона не поддержала этого предложения, заявив, что «СССР стоит за независимую Польшу и готов оказать ей помощь, но он заинтересован в том, чтобы польское правительство проводило дружественную по отношению к Советскому Союзу политику». Сталин, Рузвельт и Черчилль договорились, что восточные границы Польши будут проходить примерно по линии Керзона. В условиях тотальной войны великие державы Антигитлеровской коалиции не стали провоцировать друг друга по мелким вопросам. В Тегеране, были достигнуты договоренности глав трёх великих держав по польским границам («линия Керзона» на востоке и приращения на западе за счет Германии). Черчилль взял на себя обязательство перед своими партнерами добиться согласия польских властей в изгнании на новые границы, согласованные в Тегеране. С учётом договорённости с союзниками. Черчилль многократно советовал Станиславу Миколайчику пойти на уступки и признать, что в качестве границы на востоке должна быть линия Керзона. Черчилль неоднократно предупреждал, что Англия и США не будут воевать с СССР за восточные границы Польши. Черчилль предупреждал, что если вопрос вовремя не будет решён, в Польше будет образовано просоветское правительство, после этого правительство в эмиграции «выйдет из игры». Однако эти усилия не дали желаемых результатов. На предложения британского премьер-министра польский премьер ответил решительным отказом. Делегат эмигрантского правительства в Польше Ян Станислав Янковский в докладной записке на имя Миколайчика от 10 января 1944 года  требовал, помимо возвращения Западной Украины и Западной Белоруссии, включения в состав Польши Восточной Пруссии, Силезии и Литвы. Латвию, Эстонию, Беларусь и Украину он предлагал сделать независимыми государствами, но под польским контролем. Согласно меморандуму «Польские территориальные цели войны», высланному 10 января 1944 года Делегатом эмигрантского правительства в Польше премьеру Миколайчику, «главным велением польской политической мысли» являлось создание «условий для польской победы в вероятном будущем конфликте с Германией и Россией» . Власти в изгнании и подчиненные ей структуры надеялись восстановить довоенные границы Польши на востоке и роль восточного бастиона Европы, сдерживающего натиск Советов. В конечном итоге это привело к ожесточённой силовой борьбе с СССР. Во время переговоров Черчилля с премьер-министром польского эмигрантского правительства 20 января 1944 г. последний заявил, что его правительство рассматривает линию границы, установленную Рижским договором, в качестве отправной точки для переговоров с СССР. Польское эмигрантское правительство категорически возражало также против передачи Советскому Союзу Кёнигсберга. Эти заявления свидетельствовали не только о невозможности нормализации отношений между правительствами, но и о том, что польское правительство в Лондоне не осознавало сложившуюся в мире геополитическую реальность. 15 февраля 1944 г. польское правительство в изгнании заявило о своём несогласии установить будущую восточную границу с СССР по «линии Керзона». В заявлении говорилось о том, что вопрос о границе должен быть рассмотрен в послевоенное время, а во время войны необходимо провести демаркационную линию по границе Польши с СССР и Литвой на 17 сентября 1939 г.
16 февраля 1944 года Черчилль имел бурное объяснение с Миколайчиком, Черчилль твердо настаивал на признании линии Керзона при этом открыто заявив Миколайчику и его коллегам: 

« Желает ли  Миколайчик информировать маршала Сталина, что прогресс не может быть достигнут? Это проще сделать премьер-министру. Русские уже у Чудского озера и
могут быстро продвигаться вперед. Затем они создадут марионеточное правительство 
в Польше, где оно получит поддержку большинства населения — тем более что некоторая у них уже есть. Затем они могут провести плебисцит,по результатам которого противники советских планов не смогут голосовать. Польша может быть даже включена в состав Советского Союза. С другой стороны, Польское правительство все еще будет находиться в Лондоне, и поляки
на родине могут подумать, что им там вполне удобно. Они, однако, не будут иметь никакого влияния на события. Мы не сможем и не имеем желания остановить русских, проходящих через Польшу в ходе борьбы с немцами, которые, в свою очередь, разрушат все на своем пути во время отступления.» 
 Реальных ресурсов провести в жизнь свои претензии  у эмигрантского правительства не было — ни военных, ни политических. СССР в 1944 формально не был в каких-либо отношениях с польским правительством в Лондоне, некоторые политики лондонского правительства официально заявляли, что Польша находится в состоянии войны с СССР. В конце 1943 года Польская рабочая партия и некоторые другие группы сопротивления левой ориентации сформировали альтернативное органы власти (Крайова Рада Народова, КРН).  Власти в изгнании безуспешно требовали отношения СССР к Армии Крайовой как к регулярной армии. АК планировала интернировать членов ППР, членов Крайовой рады народовой, Союз борьбы молодых, и членов иных польских крайне левых военно-политических организаций — предполагалось, что все гражданские немцы, активисты коммунистических и просоветских организаций и украинские националисты, в том числе, будут содержаться в специально созданных лагерях.. С февраля 1944 года АК вела подпольную антисоветскую деятельность в тылах советских войск. Верховный главнокомандующий Польских Вооружённых сил и Правительство в изгнании желали сохранить полный оперативный и политический контроль над АК до момента окончательной «схватки» со Сталиным. 22 февраля 1944 года Черчилль публично напомнил в палате общин, что Польско-британский договор 1939 г. был направлен исключительно против Германии и не гарантировал сохранения границ на востоке, Черчилль публично выступал за «линию Керзона» в качестве новой восточной границы Польши. . Президент США  заявил своим соратникам, что не будет вести никакой войны с СССР за реинкорпорацию миллионов украинцев и белорусов в состав  польского государства. С 18 апреля 1944 года Британцы ввели цензуру телеграмм, отправляемых командованием в изгнании в оккупированную страну, а также потребовали, чтобы все телеграммы были им представлены.  При необходимости они были вполне способны манипулировать содержанием сообщений и сеансами их передачи. Тогда Миколайчик попытался заручиться поддержкой США: 5 июня 1944 года он прибыл с визитом в Вашингтон. Рузвельт, которому нужны были голоса польской общины на предстоявших осенью президентских выборах, заверил польского премьера, что «никогда» не давал согласия на «линию Керзона» (что было ложью) и посоветовал Миколайчику избегать окончательного решения вопроса о советско-польской границе. Тем временем американский посол в Москве проинформировал Сталина, что переговоры Рузвельта с Миколайчиком проходили в русле тегеранских договорённостей. В июне 1944 года посол В. Лебедев беседовал с Миколайчиком и Грабским, о условиях признания лондонского правительства но переговоры эти провалились. Ободрённый предполагаемой поддержкой США, Миколайчик в очередной раз отказался признать линию Керзона и убрать наиболее антисоветски настроенных политиков из своего окружения и правительства. Таким образом, лондонское правительство и политики, руководившие «подпольным государством» и Армией Крайовой на польской территории, продолжали официально придерживаться ориентации на помощь западных союзников в сохранении Польши в довоенных границах на востоке, Заользья, Оравы и Спиша с приобретением территорий на западе и севере. Армия Крайова и та часть населения, которая её поддерживала, становились заложниками данной концепции. Борьба с СССР о сохранение Польши в довоенных границах на востоке и против «линии Керзона» была обречена на провал, но был сознательно взят курс на конфронтацию. Несмотря на упорные усилия правительства в изгнании, США не направили свою военную миссию в АК. Расчеты генерала Соснковского на начало новой войны были известны Сталину, о чем посол Гарриман своевременно проинформировал руководство США.. Создавая подпольную организацию «Не» Главнокомандующий и Бур-Коморовский «забыли» сообщить об этом премьер-министру. При этом комендантом обшара (территории) Вильно  новой (сверхсекретной) внутриаковской организации под названием NIE  весной 1944 года был назначен офицер AK (подполковник «Людвик»), с 1940 года  завербованный разведкой СССР . Лондонское правительство, не считаясь с реальностью, продолжало требовать от своих представителей на освобождённых Красной Армией территориях и руководителей АК немедленно брать власть в свои руки , не подчиняться КРН, советским военным комендатурам, формировать органы местной власти, полицию, органы безопасности. 13 июля 1944 года Черчилль в телеграмме, направленной Сталину, обещал сместить Соснковского с должности. Польское эмигрантское правительство пыталось воздействовать дипломатическим путем на западные державы с тем, чтобы они помогли остановить репрессии.  Миколайчик 18 июля 1944 г. обратился к Черчиллю с просьбой защитить АК-овцев в тылах советских войск, но Черчилль обвинил АК-овцев в том, что вместо отхода на Запад они «лезут туда только для того, чтобы обозначить свое присутствие».
Узнав о прибытии в СССР делегации Крайовой Рады Народовой, Рузвельт и Черчилль добились согласия Сталина принять Миколайчика. 24 июля 1944 года Польское правительство в изгнании направило Великобритании протест против нарушения польского суверенитета «под советской оккупацией». Правительство Великобритании проигнорировало требования лондонского польского правительства. В конце концов знающие о крайне плохих взаимоотношениях между польским эмигрантским правительством и СССР британцы даже стали опасаться обеспечивать АК оружием в достаточном количестве, подозревая, что оно может быть направлено не только против немцев, а последнее приведёт к политическим осложнениям, так как на руках у СССР будут неоспоримые козыри: союзники поставляют оружие врагам СССР в операционной зоне Красной Армии. 25 июля 1944 года генерал Бур-Коморовский доложил о готовности к восстанию, начиная с 25 июля и потребовал подкрепить восстание силами польской воздушно-десантной бригады и авиацией ВВС Великобритании. 26 июля 1944 г. между правительством СССР и Польским комитетом национального освобождения было подписано Соглашение об отношениях между Советским Главнокомандующим и Польской администрацией после вступления советских войск на территорию Польши. За Польским комитетом национального освобождения признавалась власть на освобождаемой польской территории , было заключено предварительное соглашение, определившее восточную и северную границы Польши, в статье 1-й которого говорилось, что при проведении государственной границы между СССР и Польшей положить в основу линию Керзона, пограничные войска НКВД приступили к охране советско-польской границы. 26 июля 1944 года лондонское правительство, рассмотрев ситуацию, постановило одобрить план восстания в Варшаве, предоставив Коморовскому и Делегатуре выбрать время по своему усмотрению.
Главной движущей силой выступал Станислав Миколайчик, который 26 июля 1944 года добился у членов Совета министров разрешения на поездку в Москву.  В июле 1944 г. предполагалось внезапным ударом захватить столицу, затем и в течение нескольких дней произвести там высадку польской парашютно-десантной бригады, которая дислоцировалась на территории Англии, а также подготовить все необходимые условия для торжественного прибытия в освобождённую Варшаву эмигрантского правительства из Лондона. Концепция восстания исходила из краткой борьбы против отступавших германских войск. Дальше предполагалось, что заграница поможет, и Сталин будет вынужден признать правительство в изгнании в качестве законных представителей Польши. От сторонников правительства в стране 9 дней скрывалось, что 28 июля британские власти официально отказали в помощи восстанию. В постановлении ГКО от 31 июля 1944 года указывалось: «Никаких других органов управления, и в том числе выдающих себя за органы польского эмигрантского «правительства» в Лондоне, кроме органов Польского комитета национального освобождения, не признавать. Иметь в виду, что лица, выдающие себя за представителей польского эмиграционного правительства, среди которых обнаружено много гитлеровских агентов, должны рассматриваться как самозванцы и с ними следует поступать как с авантюристами». Варшавское восстание 1944 года в военном отношении было направлено против немцев, политически — против СССР, Польского комитета национального освобождения и демонстративно — против проводимой политики западных союзников.30 июля вечером в Москву с частным визитом прилетела делегация польского кабинета министров в Лондоне во главе с премьер-министром правительства в эмиграции Станиславом Миколайчиком, которая встретилась со Сталиным 3 и 9 августа. Посол Великобритании в СССР Арчибальд Кларк Керр 31 июля посоветовал Станиславу Миколайчику идти на уступки, признать, что в качестве границы на востоке должна быть линия Керзона, начать переговоры о формировании нового состава правительства Польши и строить отношения с ПКНО. На предложения британского посла Станислав Миколайчик ответил решительным отказом, это было подтверждено во время разговора с Молотовым. По политическим причинам он был сторонником начала восстания накануне встречи со Сталиным. Победа в нём должна была усилить его крайне слабые переговорные позиции. Сталин 2 августа,  писал Рузвельту, что все зависит «от способности тех или других лиц из польского эмигрантского правительства сотрудничать с действующим уже в Польше» ПКНО . Находясь в Москве, польский премьер на первой встрече со Сталиным вечером 3 августа предложил три вопроса: о будущем обращении с Германией, договоре об управлении освобождёнными районами Польши и будущей советско-польской границе. 3 августа Станислав Миколайчик проинформировал о восстании советскую сторону. При этом не было даже речи о взаимодействии руководства Армии Крайовой с командованием Красной Армии, так как предполагалось, что Варшаву удастся освободить собственными силами.
На встрече со Сталиным 3 августа польский премьер говорил о близкой победе восстания, о том, что его правительство будет встречать советские войска в Варшаве, куда он планировал вылететь. В дальнейшем беседа велась о советско-польской границе и проблемам взаимоотношений эмигрантского польского правительства и ПКНО. Сталин предупредил, что Советское правительство имеет фактические отношения с ПКНО, Красная Армия заинтересована в обеспечении спокойного тыла. Если эмигрантское польское правительство считает целесообразным договориться с ПКНО для создания одного польского правительства, то СССР готово будет этому помочь. Если польское эмигрантское правительство сочтёт это нежелательным, то СССР будет сотрудничать с ПКНО. В это же время в Москву прибыли представители ПКНО, они пытались вести переговоры с Миколайчиком, но переговоры эти провалились и не достигли никаких результатов. 5 августа Сталин снова выразил сомнение относительно действий АК, заявив, что в современной войне армия без артиллерии, танков и авиации и даже без достаточного количества стрелкового оружия не имеет никакого значения и он не представляет, как АК может изгнать немцев из Варшавы.9 августа 1944 года состоялась ещё одна встреча Станислава Миколайчика со Сталиным, которая ранее не планировалась. Станислав Миколайчик сообщил Сталину о результатах своих переговоров с представителями ПКНО и высказал уверенность, что лондонское польское правительство будет сотрудничать с этим Комитетом. На этой встрече Станислав Миколайчик окончательно отверг предложение Сталина создать правительство совместно с ПКНО. 9 августа 1944 года Сталин в беседе с членами польской правительственной делегации заявил, что решение о восстании польской подпольной армии в Варшаве он считает «нереальным делом, так как у восставших нет оружия, в то время как немцы только в районе Праги имеют три танковых дивизии, не считая пехоты». Станислав Миколайчик сообщил Сталину, что сейчас не имеет достаточных полномочий, чтобы решить вопрос об отношениях с ПКНО и проблему советско-польской границы. Официальные отношения польских лондонских кругов с СССР не были восстановлены. Руководители восстания пытались шантажировать британских союзников, Миколайчик пытался повлиять на Черчилля угрозой своей отставки. Обеспечение участия СССР в вооружении сил противников ПКНО и СССР, подчиненных генералу Соснковскому, рассчитывавшему на разгром Советского Союза в «неизбежной» Третьей мировой войне, оказалось сложной задачей. Как только стало ясно, что, кроме неприятностей и трудностей между СССР и союзниками политически направлено против СССР восстание ничего дать не может , администрация США мягко дистанцировалась, предоставив Великобритании право самой разбираться со своими проблемами. Все следующие предложения правительства Миколайчика основывались на игнорировании политической реальности: государственной границы между СССР и Польшей по линии Керзона и ПКНО. При обсуждении польской проблемы на второй Квебекской конференции, Черчилль в беседе с Рузвельтом старался отмежеваться от политики польского эмигрантского правительства, показать свою непричастность к восстанию. Для эмигрантского правительства Варшавское восстание стало не только военным поражением, но и огромной политической катастрофой. Собственного внутреннего накопленного разрушительного потенциала хватило для фактической ликвидации левобережной Варшавы однако попытка захвата власти не увенчалась успехом.  После поражения Варшавского восстания и провала попыток принудить советскую сторону признать польскую принадлежность восточных окраин, а «лондонское» правительство — единственной законной властью Польши, военно-политическое подполье лондонского правительства Польши находилось в состоянии организационного кризиса, численность АК начала существенно сокращаться , для поляков ужасный крах восстания стал большим шоком. При этом польское правительство не могло использовать информацию о массовых репрессиях против АК и Делегатуры в зоне операций советских войск из-за нежелания западных союзников ссориться с СССР. Восстание, должное предотвратить создание коммунистического правительства Польши, способствовало его возникновению.   На Московской конференции стало ясно, что никто из союзников не поддерживает позицию правительства Миколайчика, Сталин твердо настаивал на признании линии Керзона как границы между СССР и Польшей, Черчилль Сталина поддержал. 14 октября 1944 года Черчилль и Иден заявили Миколайчику и его коллегам, что у польского правительства никогда больше не будет такой уникальной возможности договориться с Москвой, и пригрозили в случае неуступчивости лондонского правительства изменить отношение британского кабинета к правительству Миколайчика, после конференции Черчилль предъявил Миколайчику ультиматум с требованием признать Линию Керзона в течение 48 часов. Британские и американские союзники настойчиво советовали представителям лондонского правительства принять выдвинутые условия. Английская сторона стремилась убедить Сталина в склонности Миколайчика к компромиссу с СССР и ПКНО, чтобы не допустить исключения признаваемого Великобританией польского правительства из процесса переформирования власти в Польше. Миколайчик напрасно ждал поддержки от президента США. После того, как все попытки Великобритании вырастить что-то вменяемое из польского эмигрантского правительства откровенно провалились, Станислав Миколайчик ушёл в отставку вместе со своей партией и своими сторонниками; отношения Великобритании с правительством Т. Арцишевского сводились фактически только к его признанию. Непосредственным результатом этого стало значительное уменьшение значения лондонского правительства. 3 декабря 1944 года Черчилль заверил Сталина, что «мы сделаем все, что в наших силах, для обеспечения того, чтобы деятельность этого правительства не создавала угрозы единству между союзниками». 8 декабря 1944 года Сталин писал Черчиллю, что «Я считаю, что теперь наша задача заключается в том, чтобы поддержать Польский комитет в Люблине и всех тех, кто хочет и способен работать вместе с ним». Черчилль приказал избавиться от правительства Арцишевского.  Британское правительство, обеспокоенное негативным влиянием польского вопроса на его отношения с СССР продолжало поддерживать, по его мнению, наиболее здравомыслящих польских эмигрантских политиков, которые уже не входили в состав польского эмигрантского правительства. Так, среди ссор и многочисленных претензий эмигрантское правительство упустило все возможности своего возвращения в Польшу.
17 декабря 1944 года премьер-министр Арцишевский заявил в интервью: «Мы не хотим расширять нашу границу на запад, чтобы поглотить восемь-десять миллионов немцев. Нам не нужны ни Бреслау, ни Щецин».. Эта позиция правительства Арцишевского стала широко известна в Польше, СМИ  не скрывали от общественности эту позицию премьер-министра лондонского правительства.
Эмигрантское правительство принимало активное участие в создании организации «Неподлеглость»-NIE. Официальное решение о её создании польским правительством в изгнании было принято 14 ноября 1944 года. В задачи новой структуры в тылах Красной армии входило:
- создание подпольных групп для уничтожения политических противников в стране;
- подготовка и проведение диверсий;
- ведение разведки в тылах советской армии;
- ведение пропаганды.

18 ноября 1944 г. в «Указаниях по конспиративной работе», направленных эмигрантским правительством новому командующему АК генералу Л. Окулицкому, сменившему попавшего в плен Т. Коморовского, вновь подтверждалось право отрядов AK на «самооборону», требовалось уклоняться от призыва в Войско Польское и сохранять верность правительству в изгнании. Однако развернуть деятельность новой организации NIE сколько-нибудь широко не удалось. Руководящие кадры АК находились в глубоком кризисе. И поскольку в данной ситуации отряды и подпольные ячейки АК в тылах советских войск, выступающие со своими интересами в качестве какой-то третьей силы и оспаривающее решения Большой Тройки (трёх ведущих держав антигитлеровской коалиции), никому из союзников не были нужны, западные союзники, особенно США, дистанцировались от вооружённого подполья в тылах Красной Армии, предоставив АК право самой разбираться со своими проблемами. Всё ещё заинтересованные в том, чтобы Красная армия несла главную ношу борьбы с Германией в Европе и СССР не устранился от участия в войне с Японией, западные державы, как и ранее, избегали излишнего и ненужного им обострения отношений с СССР.   В результате активной деятельности ЧК организация «Неподлеглость» полностью прекратила своё существование уже весной 1945 года, когда почти все активные члены руководства NIE c комендантом NIE генералом Леопольдом Окулицким были арестованы. 28 декабря 1944 года  Британцы прекратили снабжение АК.
31 декабря 1944 года Крайова Рада Народова приняла декрет о преобразовании ПКНО во  Временное правительство Польской республики (пол. Rząd Tymczasowy Rzeczypospolitej Polskiej). На этом же заседании пост председателя КРН был преобразован в пост президента республики. Правительство в изгнании осудило это, но не смогло эффективно вмешаться. В тот же день правительство в изгнании потребовало от подчиненных ему подпольных структур сообщить, что ПКНО не пользуется поддержкой ни одной, даже самой незначительной, части населения Польши. 5 января 1945 года НКИД СССР направил в Люблин письмо, в котором сообщал, что Президиум Верховного Совета признал Временное правительство Польши и решил обменяться с ним послами, послом СССР был назначен В.З. Лебедев, первым польским послом в Москве стал З. Модзелевский. Это было поражение британской дипломатии, СССР потерял интерес к переговорам с польскими эмигрантскими властями. Присутствие на освобожденной части территории Польши , действующей советской армии численностью в 2,5–3 млн человек, многих десятков ее военных комендатур, внутренних войск НКВД по охране тыла, органов безопасности и частей Войска Польского крайне затрудняло деятельность «подпольного государства» и всего антикоммунистического подполья в тылу советских войск. Правительства Великобритании и США после многочисленных неудачных попыток склонить эмигрантское правительство в пользу принятия  постановлений глав «большой тройки» («линия Керзона», кадровые компромиссы) в конце концов решили обойтись без лондонского правительства.
Польское правительство в изгнании (премьер-министр Томаш Арчишевский), которое никогда не признало решения Тегеранской конференции о линии Керзона, не могло, по мнению СССР, США и Великобритании претендовать на власть в стране. Вскоре после образования за правительством Арцишевского закрепилось название “правительство протеста”, а лагерь его сторонников стал называться “непреклонными”. Правительство Арцишевского в январе 1945 года в специальном меморандуме призвало США и Великобританию оказать давление на СССР и ввести англо-американский военный контингент на территорию Польши, автором этого меморандума был министр Адам Тарновский. Меморандум гласил: (...) «Польское правительство сохранит свою власть до созыва Сейма и формирования нового законного правительства в Польше. Польское правительство ожидает, что правительство Соединенного Королевства (или Соединенных Штатов) не примет участия ни в одном решении, касающемся союзного польского государства, принятом без участия и согласия польского правительства. Польское правительство убеждено, что правительство Соединенных Штатов (или Соединенного Королевства) на конференции союзных великих держав выразит свое решение не признавать свершившихся фактов в Польше, и в частности «марионеточного правительства». Признание такого «правительства» в Польше было бы равносильно признанию свержения независимости Польши, ради сохранения которой началась настоящая война.»,  в меморандуме ничего не говорилось о существовании  администрации Временного правительства, признанной СССР, и о вопросе границы по линии Керзона. Политические умозаключения политиков польского эмигрантского правительства, главнокомандующих польскими силами на Западе и руководства Армии Крайовой  относительно текущей военной и политической ситуации, обязательств западных держав и отношений между членами «Великого Альянса» Антигитлеровской коалиции основывались на  фантазиях и  иллюзиях, игнорировавших геополитическое влияние СССР, и в конечном итоге потерпели поражение. 26 января 1945 года Александр Кадоган сказал министру иностранных дел Тарновскому, что его меморандум «бесполезен», а самого министра в своем дневнике охарактеризовал как «совершенно безнадежного». . 6 февраля 1945 года Рузвельт высказал мнение, что в действительности с 1939 г. никакого польского правительства не существовало, тогда он предложил партнерам, чтобы союзники помогли полякам созвать это правительство. . Оказалось, что лозунги польских властей в изгнании и подчиненных им структур о «единственном законном польском правительстве» в Лондоне и якобы неизменном существовании границ Второй Речи Посполитой не представляли для держав-победительниц никакого интереса, для многих поляков это стало большим потрясением. Ялтинские решения по Польше в решающей степени определялись положением на фронтах. Союзники в Крыму (Ялтинская конференция) осознавали, что «Новое положение создалось в Польше в результате полного освобождения её Красной Армией.Это требует создания Временного Польского Правительства, которое имело бы более широкую базу, чем это было возможно раньше, до недавнего освобождения западной части Польши. Действующее ныне в Польше Временное Правительство должно быть поэтому реорганизовано на более широкой демократической базе с включением демократических деятелей из самой Польши и поляков из-за границы. Это новое Правительство должно затем называться Польским Временным Правительством Национального Единства».
СССР получил западную границу с Польшей по «линии Керзона», с отступлением от неё в некоторых районах от 5 до 8 км в пользу Польши. Правительство Польши в изгнании объявило, что решения Ялтинской конференции лидеров СССР, США и Великобритании это «новый раздел Польши», правительство в изгнании официально объявило, что решения Ялтинской конференции не распространяются на польскую нацию. 13 февраля 1945 года польское правительство в изгнании опубликовало заявление, в котором говорилось:«Решения Конференции Трех относительно Польши не могут быть признаны польским правительством и не могут быть обязательными для польской нации ». Западные союзники проигнорировали вето польских властей в изгнании.  Протест против решений конференции лидеров СССР, США и Великобритании прошел практически незамеченным  и не имел значения даже для западных союзников. Оставаясь офицально признанным западными союзниками польским правительством, оно не было допущено на учредительную конференцию ООН в Сан-Франциско. Группа, в которую входил Станислав Миколайчик, порвала с остальной частью эмиграции и начала искать возможность сделки с коммунистами.
Сталин в Крыму сумел добиться от союзников согласия на создание нового правительства в самой Польше — «Временного правительства национального единства» на базе Временного правительства Польской Республики «с включением демократических деятелей из самой Польши и поляков из-за границы». Это решение, реализованное в присутствии советских войск, позволило СССР в дальнейшем сформировать в Варшаве устраивающий его политический режим, в результате чего столкновения между прозападными и прокоммунистическими формированиями в этой стране были решены в пользу последних. Одновременно с этим СССР получил право на подавление всякого вооруженного сопротивления в тылах Красной Армии. Вскоре выяснилось, что англо-американцы в нарушение Ялтинских соглашений понимают «реорганизацию» Временного правительства как создание фактически совершенно нового правительства из объединения «лондонских» и «люблинских» поляков с передачей поста премьер-министра Миколайчику, который по-прежнему  не признал  «линию Керзона». Посол Гарриман заявил Молотову, что, возможно, никто из членов Временного Правительства не попадет в состав Польского Правительства Национального Единства.  21 апреля 1945 года в Москве был заключён Договор о дружбе, взаимной помощи и послевоенном сотрудничестве между Союзом Советских Социалистических Республик и Польской Республикой, Сталин отверг возражения премьер-министра Великобритании и президента США. Правительство в изгнании объявило это соглашение недействительным, но фактически оно оставалось в силе до окончания срока действия международного договора в 1965 г. Разговоры о созданию фактически совершенно нового правительства оказались  оторванными от действительности. Начальство посла Гарримана поручило ему объяснить, что он ошибся от усталости и что он, очевидно, имел в виду лондонское правительство. 22 апреля 1945 года Миколайчик под давлением Черчилля признал линию Керзона.
7 мая 1945 г. генерал Владислав Андерс, исполняющий обязанности главнокомандующего польскими силами на Западе, распустил NIE и создал вместо неё в тылах Красной армии на базе AK-NIE организацию DSZ, комендантом которой стал полковник Ян Жепецкий. Андерс создал DSZ для того, чтобы вести вооружённую борьбу против СССР и Временного правительства Польской Республики. Фактически вооружённое подполье лондонского правительства Польши — официального члена Антигитлеровской коалиции — с согласия главнокомандующего польских вооружённых сил на Западе вело необъявленную войну против СССР — одного из лидеров этой коалиции.

 Андерс утверждал, что он наверняка знает, что дело дойдет до войны между США и Россией. 
Политическое руководство «ДСЗ» осуществлял И. о. делегата лондонского правительства в стране - Стефан Корбоньский,  ДСЗ подчинялась правительству в изгнании и верховному главнокомандующему польских вооружённых сил, находившемуся в Британии. Холодная война, по мнению деятелей правительства в изгнании, должна была повлечь за собой глобальный конфликт с применением ядерного оружия против СССР .

### Послевоенное время (1945—1990 годы)

Штандарт Президента Польской Республики в изгнании (1956—1990)

Власти в изгнании раздумывали, как убедить западных союзников начать новую мировую войну  за независимость Второй Речи Посполитой в довоенных границах на Востоке. На западе, однако, заняли иную позицию. США требовалось участие СССР в войне с Японией. Вопрос о том, как сформировать коалиционное правительство на более широкой демократической базе, стал предметом спора между СССР, США и Великобританией. Переговоры рисковали провалиться, но угроза продолжения войны вкупе с активным вмешательством администрации США  сыграла свою роль.  30 мая 1945 года Гарри Гопкинс в качестве специального посланника президента США  заверил Сталина в Кремле что если в списках людей, которые должны участвовать в коалиционном польском правительстве, будут фигурировать люди, «известные как агенты нынешнего польского правительства в Лондоне» — они будут вычеркнуты, Сталин пообещал ему, что  польское правительство включит в себя таких деятелей как Миколайчик и Грабский. 8 июня было составлено заключение британского  Объединённого комитета начальников штабов: отмечалось, что в Европе англо-американцы обладают 103 дивизиями против советских сил, эквивалентных 264 союзническим дивизиям, а также 8798 самолётами против советских 11742 (впрочем, при двойном превосходстве англо-американцев в стратегической авиации). Безусловным превосходством англо-американцы обладают только на море.  США не планировали начинать Третью мировую войну из-за провала геополитического проекта Второй Речи Посполитой и польских властей в изгнании, 8 июня 1945 года президент Гарри Трумэн одобрил соглашение, достигнутое в Москве и убедил Черчилля сделать то же самое. 25 июня 1945 года правительство Томаша Арчишевского отвергло решения Тегеранской и Ялтинской конференций в ноте державам-победительницам. 27 июня правительство в изгнании выпустило обращение к польскому народу, призывая его продолжать поддерживать правительство в изгнании. 28 июня 1945 года при участии представителей СССР, США и Великобритании в соответствии с Ялтинскими договоренностями  глав этих государств Временное правительство Польской Республики было расширено за счёт деятелей из самой Польши и поляков из-за границы и преобразовано во Временное правительство национального единства (ВПНЕ). 29 июня были заблокированы все счета в американских банках, принадлежащие правительству в изгнании и заморожены находящиеся на них средства. За годы Второй мировой войны число сотрудников правительства в изгнании увеличилось со 160 штатных работников в 1940 году до 1052 штатных работников в 1945 году. 30 июня 1945 года британцы конфисковали документы польской разведки и контрразведки.
5 июля 1945 года Временное правительство национального единства  было признано Великобританией и США, Великобритания и Соединённые Штаты, бывшие до тех пор союзниками Польского правительства в изгнании, перестали признавать это правительство ,, западные союзники прекратили финансирование правительства  в изгнании. Великобритания и Соединённые Штаты перестали признавать президента в изгнании и главнокомандующего польскими вооруженными силами на Западе. Власти в изгнании и Польские вооруженные силы на Западе не признали ВПНЕ. Франция, Великобритания и США выселили дипломатов правительства в изгнании из зданий посольств. 6 июля посол правительства в изгнании  направил ноту протеста Энтони Идену с требованием уважать ранее достигнутые соглашения, но это заявление было проигнорировано британским министерством иностранных дел. На Потсдамской конференции в августе 1945 года участниками было заявлено, что его «больше не существует» . Подпольные военно-политические структуры правительства в изгнании самораспустились.  Британцы направили непризнанного  «президента в изгнании» в бюро по трудоустройству. Это означало политическое банкротство польского эмигрантского правительства и его структур, ни одна страна не решилась начать новую войну из-за провала польского правительства в изгнании. В итоге Польша обошлась без них, а якобы « единственное законное правительство» на родину не вернулось. Стало понятно, что рассуждения о власти эмигрантского правительства носили сугубо теоретический характер. Запад списал его со счетов полностью, уникальный случай в истории антигитлеровской коалиции — польскому правительству в эмиграции было отказано в признании всеми странами антигитлеровской коалиции. По приказу правительства Великобритании Банк Англии конфисковал 11 тонн польского золота, чтобы покрыть британские расходы на содержание польских властей в изгнании и их гражданских структур.. Власти в изгнании присвоили часть американского займа, предназначенного для АК, финансируя за счет него свою деятельность в первые послевоенные годы. . «Либерум вето» со стороны польских властей в изгнании и польского антикоммунистического подполья на решения Тегеранской, Ялтинской и Потсдамской конференции «большой тройки» оказалось неудачным, границы Польши, определенные «Большой тройкой», оказались неизменными, британцы разоружили и распустили польские вооруженные силы, правительство в изгнании так и не вернулось в страну. К власти в Польше пришло правительство, контролируемое коммунистами. Именно варшавское правительство официально представляло Польшу в Организации Объединённых Наций. Правительство в изгнании по-прежнему делало ставку на вооружённый конфликт между СССР и странами Запада, результатом которого должно было стать восстановление Польши в довоенных границах на Востоке. Польские вооруженные силы стали не нужны Великобритании. В мае 1946 года министр иностранных дел Великобритании Эрнст Бевин издал приказ о роспуске польских подразделений британской армии, польские генералы были проинформированы о решении британского правительства демобилизовать польские войска на Западе. Последние части Польских Вооружённых Сил на Западе были распущены британцами в 1947 году.  После 1945 года администрация США последовательно игнорировала польские власти в изгнании. Война антисоветского и антикоммунистического вооружённого подполья закончилась поражением, антикоммунистическое вооружённое подполье было сломлено и разбито вследствие чего прекратило своё существование. В 1953 г. «Дело Берга» ( раскрытие факта платного сотрудничества с ЦРУ в организации диверсий и шпионажа в Польше) и хищения денег привело к расколу среди польских эмигрантских антисоветских сил, . Правительство в изгнании не признало окончание войны и демобилизацию польских вооруженных сил на Западе, до 1 ноября 1990 года военнослужащие Польских Вооружённых Сил на Западе формально считались находящимися в бессрочном отпуске. Ожидаемого глобального конфликта не произошло, но некоторые эмигрантские круги все же поддержали идею участия поляков в войне с Советским Союзом. Ввиду того факта, что Аугуст Залеский по завершении срока полномочий продлил своё президентство на неопределённый срок и отказался передать должность намеченному преемнику, в 1954 году в правительстве произошёл раскол, что привело к прекращению контактов с ним части польских эмигрантских политиков (часть польских эмигрантских политиков перестало поддерживать Аугуста Залеского и поддержало Совет Трёх). С юридической точки зрения этот раскол означал, что с этого момента не существовало польских властей в изгнании, функционировавших в соответствии с положениями какой-либо из довоенных польских конституций. Резиденция Президента располагалась в лондонском квартале Челси, 43 Eaton Place и в настоящее время превращена в музей. В 1956 году власти в изгнании изменили герб Польши, добавив в него катынский крест, но практически никто в стране этого не заметил.
Ирландия (до 1957 года), Испания(до 1968 года) и Святой престол (до 1958/1972 года) были последними государствами, которые признавали правительство Польши в изгнании, однако и эти страны в конечном итоге  установили дипломатические отношения с правительством в Варшаве. Западные границы Польши были признаны правительством в изгнании в 1950 году. Вопрос восстановления довоенных границ Польши на востоке на переговорах субъектов международного права не поднимался. После июля 1945-го года непризнанное правительство отправляло ноты и меморандумы на все возможные международные конференции, чего бы они ни касались.  В 1975 году, по неизвестным причинам, эта практика была прекращена. Власти в изгнании десятилетиями игнорировали реальное положение дел. Власти в изгнании неизменно заявляли, что довоенная восточная граница Польши не изменилась и что она по-прежнему существует. В июле 1986 года премьер-министр в изгнании Эдвард Щепаник  еще раз подчеркнул нерушимость границ, установленных Рижским договором 1921 года. С потерей статуса официального представителя польских интересов на международной арене и субъекта международного права польское правительство в эмиграции до 1990 года не смирилось. 14 мая 1990 года  правительство в изгнании объявило границы, установленные Рижским договором 1921 года, законными и  неизменными.  Польское правительство в изгнании так и не вернулось в страну.

### Интересные факты
По крайней мере, два министра польского правительства в изгнании во время пребывания на посту тайно сотрудничали с советской разведкой во время войны.
Два послевоенных премьер-министра правительства в изгнании : Станислав Цат-Мацкевич и Гугон Ганке сотрудничали со службами безопасности Польской Народной Республики, а затем вернулись в страну.
После роспуска последнего польского правительства в изгнании бывший премьер-министр и все министры остались на западе. В правительствe в изгнании и Делегатуре Правительства на Родине  никогда не было ни украинцев, ни белорусов что было продолжением политической традиции Второй Речи Посполитой 1918- 1939.